# وداد تلمسان
وداد تلمسان هو النادي الأول لمدينة تلمسان عاصمة الزيانيين وأحد أفضل وأعرق أندية الغرب الجزائري تأسس عام 1962  (23 أكتوبر 1963). وأفضل موسم له هو موسم 1998 حين حقق الكأس وبطولة الأندية العربية لأبطال الدوري في ذات الموسم. في السنوات الأخيرة أصبح يلعب على البقاء حتى شهد عام 2008 خيبة كبيرة جدا لعشاق وجماهير النادي التلمساني حين هبط للدرجة الثانية الممتازة وخسر نهائي كأس الجزائر بضربات الترجيح بعد نزوله لموسم واحد 2008–09 عاد القسم الأول الممتاز بعد أن تصدر القسم الثاني ليصعد رفقة مولودية وهران ومولودية باتنة.

تأسيس النادي وجذوره التاريخية

## القائمة الحالية
آخر تحديث في مايو 2012

ملاحظة: تشير الأعلام إلى المنتخب بحسب قواعد الأهلية المعتمدة من قبل الفيفا؛ تنطبق بعض الاستثناءات المحدودة. وقد يحمل اللاعبون أكثر من جنسية لا تعترف بها الفيفا.
| الرقم | البلد     | المركز | اللاعب                   |
| ----- | --------- | ------ | ------------------------ |
| 1     | الجزائر   | حارس   | بريكسي رقيق زكرياء       |
| 2     | الجزائر   | مدافع  | عبد الهادي قادة بن ياسين |
| 3     | الجزائر   | مدافع  | أنوار محمد بوجقجي        |
| 4     | الجزائر   | مدافع  | إلياس سيدهم              |
| 5     | الجزائر   | مدافع  | أمين تيزة                |
| 20    | الجزائر   | وسط    | ربيع بلغري               |
| 21    | الجزائر   | وسط    | محمد عز الدين زواوي      |
| 7     | الكاميرون | مهاجم  | فرانسيس أمبان            |
| 9     | الجزائر   | وسط    | هشام بلكراوي             |
| 8     | الجزائر   | وسط    | عبد الحق سمور            |
| 11    | الجزائر   | وسط    | عبد الحميد ضيف           |

| الرقم | البلد     | المركز | اللاعب               |
| ----- | --------- | ------ | -------------------- |
| 13    | الجزائر   | وسط    | محمد سعدي            |
| 6     | الجزائر   | وسط    | هارون كيموش          |
| 16    | الجزائر   | مهاجم  | محمد نورالدين بناي   |
| 19    | الجزائر   | مدافع  | بلال عبد الصمد بناصر |
| --    | الجزائر   | مدافع  | شعبان مفتاح          |
| --    | الجزائر   | وسط    | عبد الله ريما        |
| 22    | الجزائر   | حارس   | كريم بوبكر           |
| 23    | الجزائر   | مدافع  | سفيان مباركي         |
| 24    | الجزائر   | وسط    | خير الدين رشروش      |
| 25    | الجزائر   | مدافع  | يوسف زحزوح           |
| 29    | الجزائر   | وسط    | سفيان بلعربي         |
| 30    | الجزائر   | حارس   | زكريا بريكسي رقيق    |
| --    | الجزائر   | مهاجم  | جمال سعودي           |
| --    | الجزائر   | مهاجم  | رشيد طويل            |
| --    | الكاميرون | مهاجم  | ويليام يابوين        |
| --    | الجزائر   | مدافع  | بلال كجور            |
| --    | الجزائر   | حارس   | عمر حاجي             |
| --    | الجزائر   | مدافع  | فتحي بنعمور          |

## طاقم العاملين

### أعضاء مجلس الإدارة
| رئيس مجلس الإدارة | شوقي بن تشوك |
| أمين الصندوق      | دحو بن عمار  |

### الجهاز الفني للفريق الأول
| المدير الفني | عبد الكريم بن يلس |
| مساعد المدرب | لعرج بوسحابة      |
| مدرب الحراس  | بوزيان بن يمينة   |
| المعد البدني | بلخير سايح        |

### الجهاز الطبي للفريق الأول
| طبيب الفريق           | أمين بوعبد الله |
| اخصائي العلاج الطبيعي | فتحي بريكسي     |

## لاعبون مشاهير
- رضا عاصمي
- شيخ بن زرقة
- علي دحلب
- هشام مزايير
- كمال هبري
- خير الدين خريص
- عيسى أيدارا
- سفيان داود
- مصطفى جليط
- الوناس قواوي
- سمير حجاوي
- كارولوس
- مختار بن موسى

## الإنجازات والبطولات

### بطولات محلية
- البطولة الجزائرية الثانية لكرة القدم 2009.
- كأس الجمهورية الجزائرية لكرة القدم :2 [1]

1998، 2002.
المركز الثاني: (3) 1974، 2000، 2008. الصعود الدرجة ثانية : 2024

#### بطولات عربية
- بطولة الأندية العربية لأبطال الدوري: 1 [1][3]

1998.

## وصلات خارجية
- الرابطة الجزائرية المحترفة لكرة القدم
- الكؤوس